# Strongman

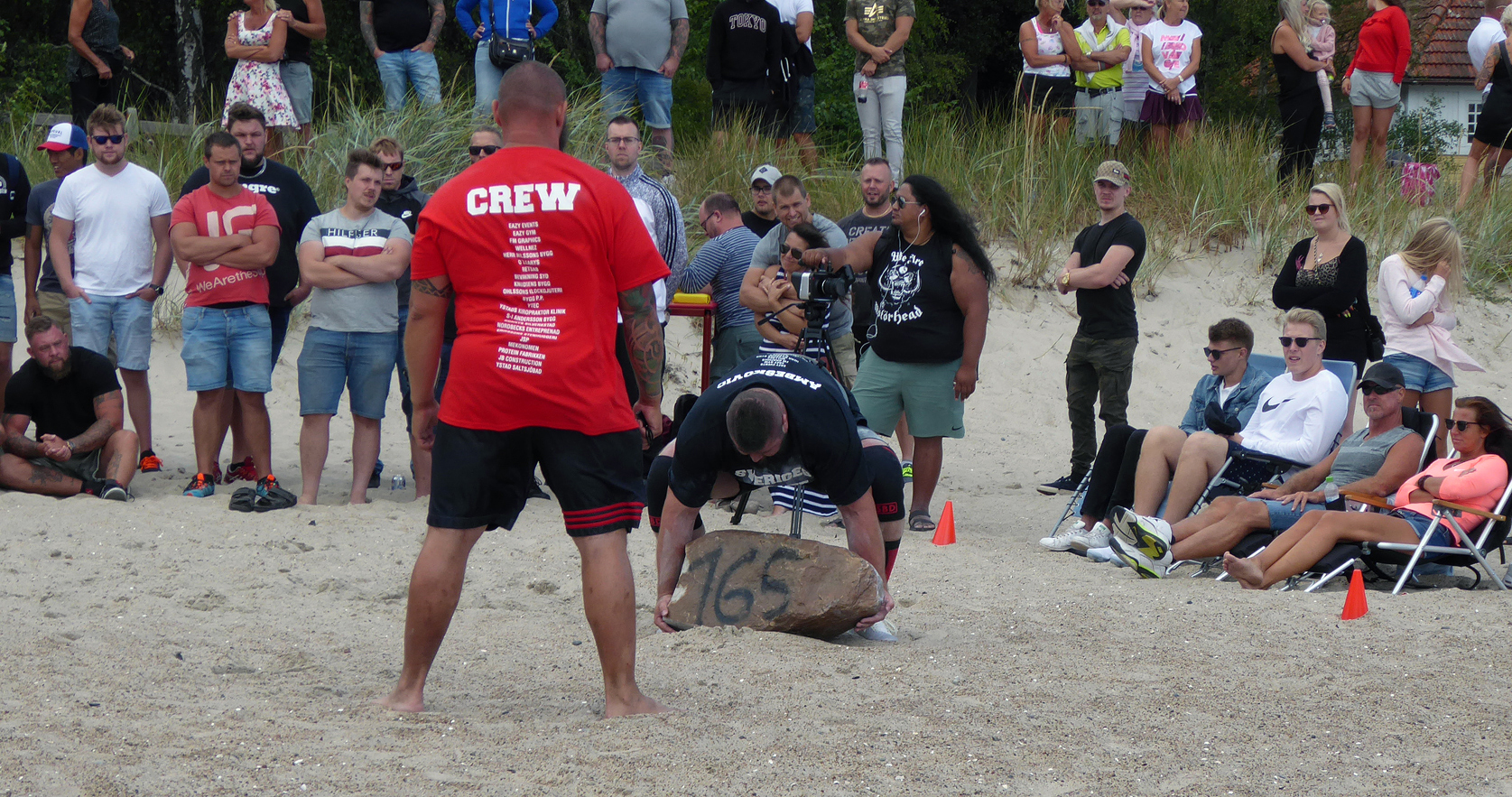
En Strongmantävling på Ystads Saltsjöbad "Sveriges Råaste 2018". Detta moment kallas "Natursten till skuldra", stenen väger 165 kg.

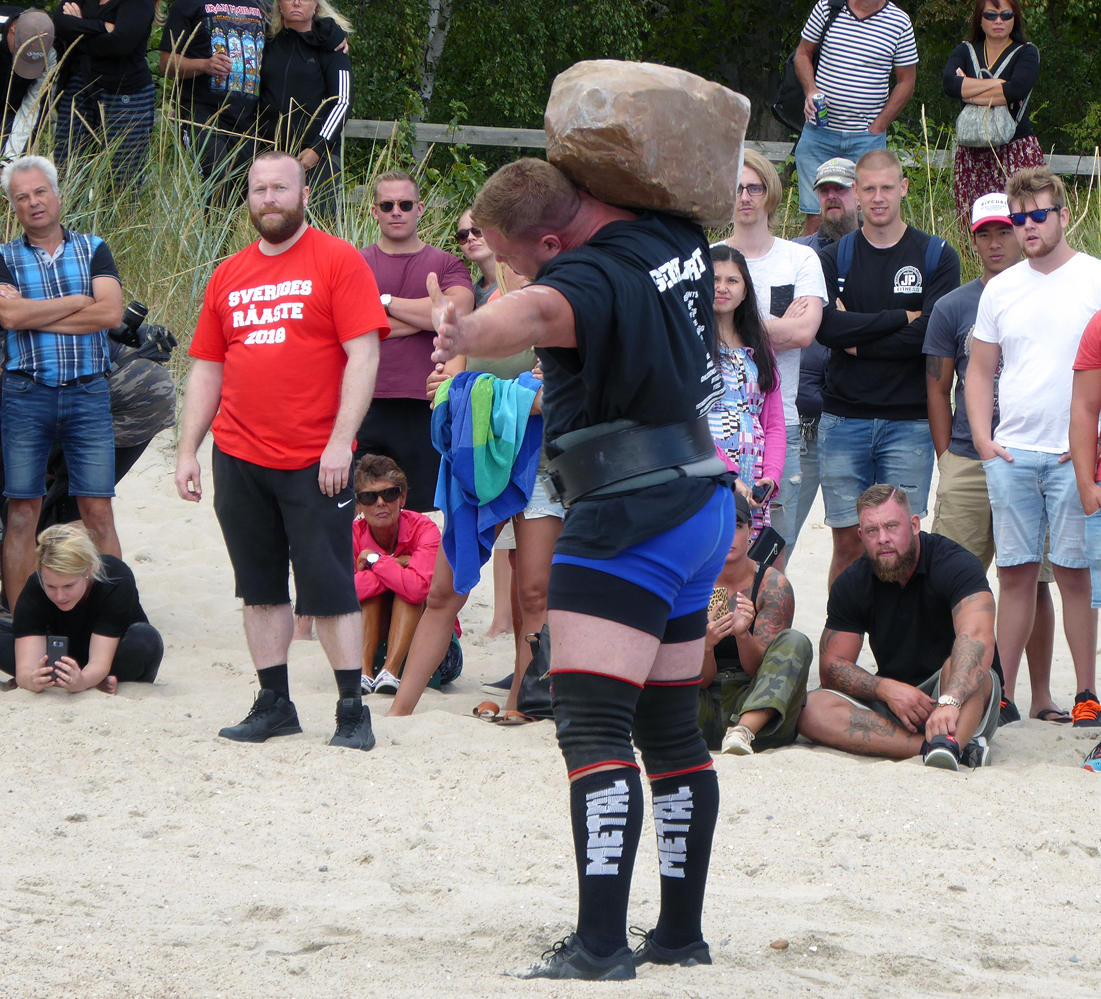
En Strongmantävling på Ystads Saltsjöbad "Sveriges Råaste 2018". Detta moment kallas "Natursten till skuldra", stenen väger 165 kg.

Strongman eller kraftkarl är en disciplin inom kraftsport som fokuserar på funktionell styrka. Styrkeövningarna fokuserar på att skjuta, dra, pressa, lyfta och bära tunga föremål. Vanliga övningar inkluderar att lyfta upp och pressa hantlar och andra objekt över huvudet, att bära ok eller olika tunga saker i händerna och däckvältning. Sporten spårar sina historiska rötter till 1800-talets starka män som uppträdde bland annat på cirkus.

## Vanliga grenar
- Runda stenar kallade Atlasstenar lyfts ungefär en meter upp.
- Triangelformade stenar (kallade Husafellstenar efter en plats på Island) bärs i famnen.
- Skivstång i form av en artificiell stock med speciella vinkelräta handtag pressas över huvudet.
- Skivstång i form av en olagrad axel lyfts från marken (kronlyft) eller pressas över huvudet.
- Ok som bärs - kan vara en ställning med kylskåp på till exempel.
- Marklyft med föremål såsom tunnor, en bil eller personer. Dessa vikter är placerade på en ställning som inte rör sig i sidled. Utförs även med vanlig stång där skillnaden mot styrkelyft är att sänkning och remmar är tillåtet - däremot inte nuförtiden elastisk dräkt.
- Knäböj liknande marklyft.
- Bänkpress också liknande marklyft.
- Däckvält typiskt med stora traktordäck.
- Kasta en vikt med handtag eller en ölkagge över en ribba, som successivt höjs.
- Bära föremål som säckar och tunnor på tid.
- Dra en lastbil eller ett tåg (ett rullande föremål) med dragsele - kan vara på asfalt eller en ribbställning.
- Dra ett rullande föremål eller en släde utifrån en fast position med stöd för fötter kallat arm over arm.
- Dra en släde på marken antingen med rep fästat i ett bälte eller med rep runt kroppen.
- Hålla föremål rakt ut åt sidorna kallat krucifix.
- Hålla dragbelastade handtag rakt ut åt sidorna kallat Hercules hold.
- Bära en vikt som är fästad under en stång vilken hålls i famnen, kallat Conans circle.
- Bära två korta skivstänger alternativt balkar eller liknande, kallat farmers walk.
- Skottkärra typiskt med en mindre bil. Två stänger fästs under bilen baktill och utgör handtag precis som på en skottkärra.
- Bära olika tunga vikter med tvåhandsfattning uppför en trappa.
- Välta långa pålar (egentligen tjocka järnrör) kallat Fingals fingers.

## Principer för en tävling
En strongmantävling utgörs av ett flertal grenar som avverkas av alla deltagare i samma följd. Det finns olika sätt att avgöra vinnare av en gren:
- Tidtagning - typiskt för de grenar som har en mållinje eller en fast uppsättning vikter.
- Sträcka - typiskt för okbärning.
- Repetitioner (reps) - typiskt för marklyft på en fast vikt.
- Höjd - typiskt för kastande av tunnor.
- Maxvikt för en repetition - typiskt för pressövningar där vikten successivt höjs.

Segraren i en tävling är den som sammanlagt presterat bäst gentemot motståndarna enligt ett poängsystem.

## Strongmantävlingar
Exempel på Strongmantävlingar:
- World's Strongest Man
- Arnold Strongman Classic
- Strongest Man on Earth
- Rogue Invitational
- Giants Live
- Strongman Champions League

I Sverige finns Sveriges starkaste man samt Sveriges Starkaste Kvinna.
Förutom dessa elittävlingar ordnas i Sverige numera ofta en folkklass i samband med tävlingarna. Detta innebär inte att vem som helst kan vara med för vikterna är bara marginellt lättare.